# Exobasidium ovalifoliae
Exobasidium ovalifoliae ist eine Pilzart der Familie der Nacktbasidienverwandten (Exobasidiaceae) aus der Ordnung Ustilaginomycotina. Sie ist ein Endoparasit von Lyonia ovalifolia var. elliptica. Symptome des Befalls durch den Pilz sind hypertrophe Ausstülpungen auf den Blättern der Wirtspflanze. Das Verbreitungsgebiet der Art liegt in China.

## Merkmale

### Makroskopische Merkmale
Exobasidium ovalifoliae ist mit bloßem Auge nicht zu erkennen. Symptome des Befalls sind hypertrophische, ovale Ausstülpungen auf den Blättern der Wirtspflanze. Oberseitig sind sie konkav, unterseitig konvex. Im Spätstadium des Befalls werden beide Seiten von Pilzen überwuchert.

### Mikroskopische Merkmale
Das Myzel von Exobasidium ovalifoliae wächst wie bei allen Nacktbasidien interzellulär und bildet Saugfäden, die in das Speichergewebe des Wirtes wachsen. Der Pilz besitzt eine monomitische Hyphenstruktur aus rein generativen Hyphen ohne Schnallen. Die zwei- bis selten dreisporigen, 40–70 × 5–8 µm breiten Basidien sind zylindrisch bis keulenförmig und an der Basis einfach septiert. Sie wachsen direkt aus der Wirtsepidermis. Die Sporen sind hyalin, wurst- bis eiförmig, dünnwandig und 12–20 × 3–4,2 µm groß. Reif haben sie ein bis drei, selten fünf Septen. Konidien sind nicht vorhanden.

## Verbreitung
Das bekannte Verbreitungsgebiet von Exobasidum ovalifoliae umfasst Yunnan und wahrscheinlich auch Taiwan.

## Ökologie
Die Wirtspflanze von Exobasidium ovalifoliae ist Lyonia ovalifolia var. elliptica. Der Pilz ernährt sich von den im Speichergewebe der Pflanzen vorhandenen Nährstoffen, seine Basidien brechen später durch die Blattoberfläche und setzen Sporen frei. Diese keimen, nachdem sie auf geeignetes Substrat gefallen sind, zu Keimschläuchen, aus denen sich dann neues Myzel entwickelt.